# Terremoto de Fiordland de 2009
El terremoto de Fiordland de 2009 fue un movimiento telúrico que sacudió la Isla Sur de Nueva Zelanda el día 15 de julio de tal año a las 9:22 p.m. hora local (UTC +12), con una magnitud de 7,8 Mw.El sismo tuvo su epicentro en la remota región geográfica de Fiordland, localizado a unos 150 km al Oeste-Noroeste de Invercargill, cerca del fiordo de Dusky Sound en el Parque Nacional de Fiordland, a una profundidad de 12 km. Es considerado como uno de los terremotos más grandes ocurridos en Nueva Zelanda, junto con el Terremoto de Kaikoura de 2016 y el Terremoto de Hawke's Bay de 1931, los cuales ambos también tuvieron magnitud 7,8 Mw.

## Características del terremoto
El sismo principal fue de tipo falla inversa con la Placa indoaustraliana subduciéndose debajo de la Placa del Pacífico. El terremoto elevó una gran superficie de tierra alrededor del epicentro, aproximadamente 1 metro.
El Instituto de Ciencias Geológicas y Nucleares (GNS Science) de Nueva Zelanda, inicialmente midió el sismo con una magnitud de 6,6, pero más tarde fue corregido a 7,8.
La liberación de energía reportada se comparó con 500 millones de toneladas de TNT, la cual fue 25.000 veces más poderosa que la bomba atómica lanzada sobre Nagasaki en 1945".
El terremoto golpeó la Isla Sur del país. La Punta Puysegur en el extremo suroeste de la isla, se movió 30 cm hacia el oeste, el pueblo de Te Anau se movió 10 cm, la villa Bluff unos 3 cm y la ciudad de Dunedin solamente 1 cm. También se cree que ha causado un aumento de la tensión en la parte sur, frente a la costa, de la Falla alpina.
Se registró un número considerable de réplicas.

## Efectos

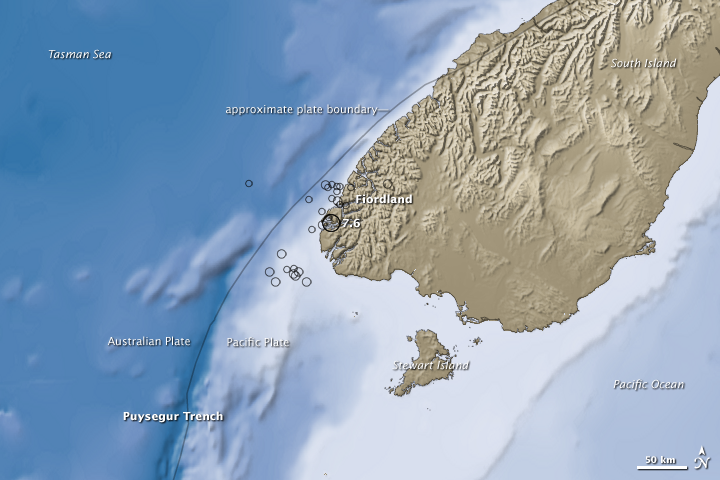
Mapa de la NASA que muestra el epicentro del terremoto y sus respectivas réplicas.

El terremoto se sintió en toda la Isla Sur y en la parte baja de la Isla Norte hasta New Plymouth. No se reportaron heridos ni muertes y solo causó daños menores. Se produjeron cortes de energía en varias partes de la Isla Sur.
Hubo deslizamientos de tierra en el Parque Nacional Fiordland, cerca del fiordo de Dusky Sound, que destruyeron grandes extensiones de bosque.

## Tsunami
Las autoridades de Nueva Zelanda y Australia, así como el Centro de Alerta de Tsunamis del Pacífico (PTWC) en Hawái, emitieron alertas de tsunami poco después del terremoto. Los funcionarios de defensa civil en Southland también emitieron una alerta de "posible tsunami", expresando su preocupación por las muy diferentes mediciones del terremoto.
En reacción a las indicaciones del PTWC, unos 50 residentes y turistas de la isla de Lord Howe fueron evacuados, mientras que en Sídney se evacuó un teatro en Bondi Beach y se informó a los residentes que se mantuvieran alejados de la costa.
El tsunami alcanzó una altura de 1 metro en Jackson Bay, 25 cm en Charleston, 12 cm en Dog Island, 14 cm en Puerto Kembla y 6 cm en Spring Bay. Se registró un avance máximo de 230 cm, sin embargo, el tsunami pudo haber sido mayor en algunas zonas que no fueron inspeccionadas debido a la lejanía de la zona afectada. Posteriormente, las alertas de tsunami fueron canceladas y reducidas.